# تقریباً مجرد
تقریباً مجرد (به هندی: Qarib Qarib Singlle) فیلمی محصول سال ۲۰۱۷ و به کارگردانی تانوجا چاندرا است. در این فیلم بازیگرانی همچون عرفان خان، پارواتی، نیها دوپیا، ایشا شاروانی، ناونیت نیشان ایفای نقش کرده‌اند.